# دانشگاه میجی
دانشگاه میجی (انگلیسی: Meiji University) یک دانشگاه خصوصی است که پردیس‌های آن در توکیو و کاوازاکی (ابهام‌زدایی) ژاپن واقع است. این دانشگاه در ۱۸۸۱ بوسیلهٔ سه وکیل دوره میجی به نام‌های کیشیموتو تاتسو، میاگی کوزو، و یاشیرو ماسائو تأسیس شد. این دانشگاه یکی از بزرگ‌ترین و معتبرترین دانشگاه‌های ژاپنی واقع در توکیو است.